# 和政県
和政県（わせい-けん）は中華人民共和国甘粛省臨夏回族自治州に位置する県。県人民政府の所在地は城関鎮。県内には松鳴岩国家級森林公園がある。

## 行政区画
9鎮、3郷、1民族郷を管轄：
- 鎮：城関鎮、三合鎮、三十里鋪鎮、馬家堡鎮、買家集鎮、松鳴鎮、陳家集鎮、羅家集鎮、新営鎮
- 郷：卜家荘郷、新荘郷、達浪郷
- 民族郷：梁家寺ドンシャン族郷

## 交通

### 道路
- 高速道路
  - S2 蘭郎高速道路